# Vrakfiskar
Vrakfiskar (Polyprionidae) är en familj djuphavslevande fiskar som lever på botten i grottor eller vrak, därav namnet.
Det vetenskapliga namnet är bildat av de grekiska orden poly (många) och prion (såg).
Släkten enligt Fishbase:
- Polyprion, med två arter.
- Stereolepis, med två arter.